# Arroyuelos
Arroyuelos är en ort i Mexiko.   Den ligger i kommunen Penjamillo och delstaten Michoacán de Ocampo, i den centrala delen av landet, 300 km väster om huvudstaden Mexico City. Arroyuelos ligger 1 697 meter över havet och antalet invånare är 284.
Terrängen runt Arroyuelos är huvudsakligen kuperad, men åt nordväst är den platt. Runt Arroyuelos är det ganska glesbefolkat, med 43 invånare per kvadratkilometer. Närmaste större samhälle är Penjamillo de Degollado, 3,3 km söder om Arroyuelos. I omgivningarna runt Arroyuelos växer huvudsakligen savannskog.